# Registratore a nastro

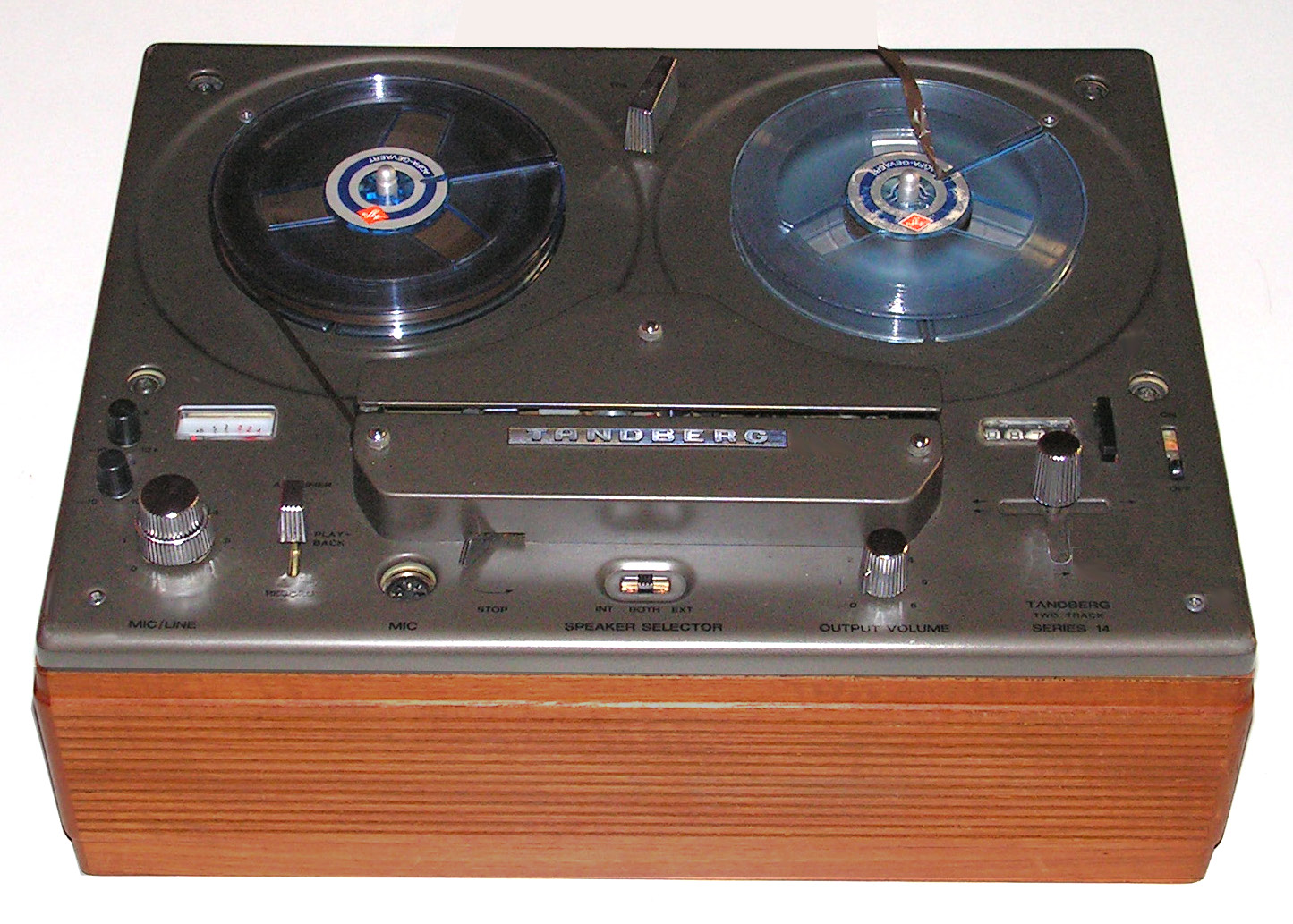
Un registratore e nastro Tandberg

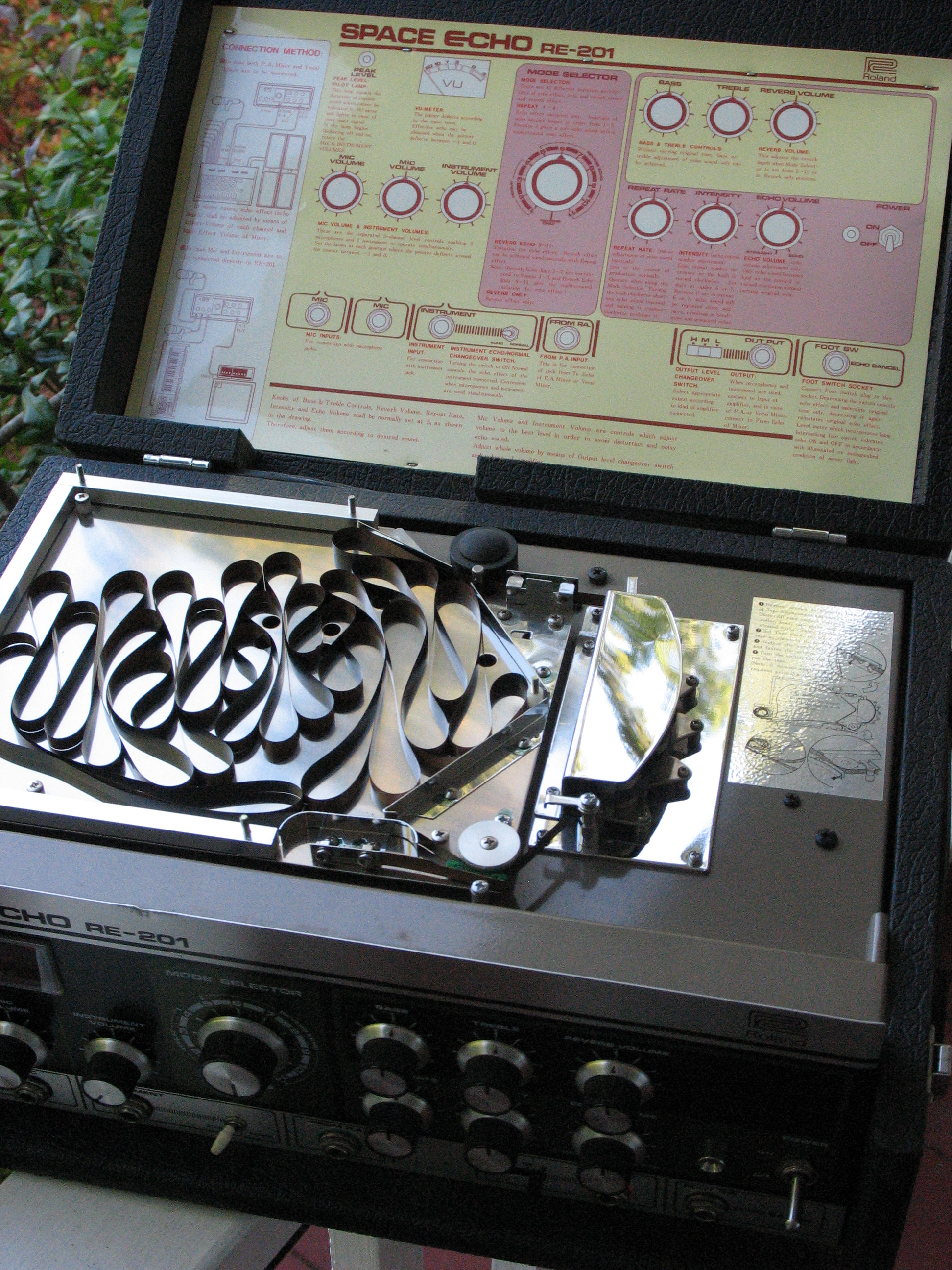
Effetto ECO a nastro continuo Roland

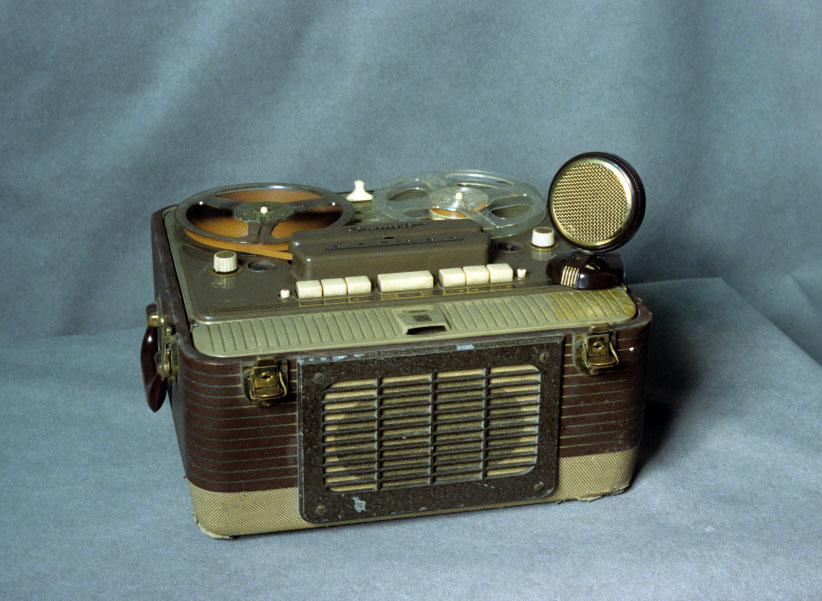
Registratore a bobine Grundig bidirezionale del 1955 museo internazionale del cinema e dello spettacolo di Roma

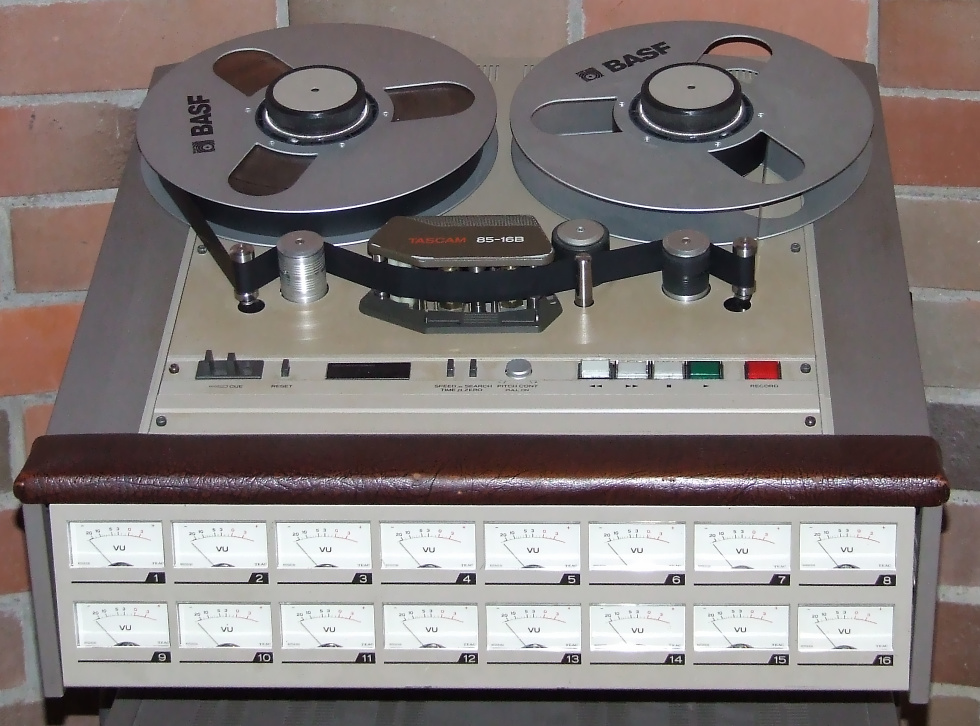
Registratore analogico multitraccia a bobina TASCAM

Un registratore a nastro (detto genericamente magnetofono o registratore magnetico), è un dispositivo usato per registrare e riprodurre suoni utilizzando supporti a bobina aperta contenenti nastro magnetico.

## Storia
La registrazione su memoria magnetica venne concepita dall'ingegnere statunitense Oberlin Smith nel 1878 ma solo dopo alcuni anni di ricerche e tentativi, iniziati nel 1929, dalla collaborazione di AEG e Telefunken, in Germania fu realizzato e brevettato nel 1934 il dispositivo denominato Magnetophon K1, che usava i nuovi nastri magnetici della BASF. Questi registratori ebbero un uso abbastanza diffuso nelle stazioni radio tedesche e furono usati spesso per le registrazioni, direttamente presso le sale di concerto e per le molte manifestazioni politiche. Queste nuove macchine sostituirono lentamente gli ingombranti registratori a nastro d'acciaio Siemens di grosse dimensioni, le quali bobine erano grandi quanto quelle dei proiettori cinematografici 35 mm, e ne limitavano il trasporto e l'uso pratico.
Negli anni 1950, soprattutto per il settore radiotelevisivo, vennero realizzati anche dei registratori a bobina chiusa, come il magnetofono a ciclo chiuso e il magnetofono a serbatoio, utilizzati dalla Rai rispettivamente per il segnale d'intervallo e per il giornale radio.
In Italia i primi apparecchi furono realizzati, nel dopoguerra, da due cugini italiani Arrigo Castelli (San Giovanni Bianco, 22 novembre 1921 – Lugano, 3 dicembre 2007) e Giuseppe Castelli (Como, 26 agosto 1921 – Lugano, 22 novembre 2010), marchio diventato famoso grazie alla nota casa Geloso di Milano, che ha poi prodotto gli apparecchi su licenza Magnetofoni Castelli.
Nel corso degli anni il registratore a bobina fu perfezionato per le case discografiche per le quali vennero realizzati dei registratori multitraccia.
Nel 1963, grazie alla diffusione del transistor, la Philips introdusse la musicassetta (K7) ed il primo registratore portatile (modello EL 3302). Il nuovo sistema riscosse un grande successo grazie alla sua economicità e praticità rispetto ai nastri a bobine, tanto da diventare uno standard per oltre 30 anni.
Il registratore a cassetta era destinato ad un uso domestico e non soppiantò il registratore a bobina assegnato ad un uso professionale. Quest'ultimo effettivamente continuò ad essere perfezionato per le sale d'incisione fino alla fine degli anni 1980. Negli anni '90 la registrazione analogica venne man mano soppiantata dalla registrazione digitale. Infatti vennero prodotti registratori multitraccia che registravano in digitale su bobine magnetiche che, verso gli anni 2000, vennero gradualmente soppiantati da apparecchi che consentivano la registrazione digitale.

## Funzionamento
I suoni, raccolti da un microfono, modulano una corrente elettrica che fa variare il flusso di un'elettrocalamita, detta testina di registrazione, aderente alla quale passa un filo o nastro che si magnetizza in rapporto al flusso e conserva tale magnetizzazione.
Per la riproduzione del suono, il nastro magnetizzato viene fatto passare nell'intraferro di un altro elettromagnete, detto testina di riproduzione, modulando così una corrente che, opportunamente amplificata, viene inviata ad un altoparlante.